# Ateles geoffroyi
La scimmia ragno di Geoffroy (Ateles geoffroyi Kuhl, 1820), nota anche come scimmia ragno dalle mani nere o atele centroamericana, è una specie di scimmia ragno, un tipo di scimmia del Nuovo Mondo, originaria dell'America centrale, il cui areale si estende da parti dal Messico fino ad alcune zone della Colombia. Questa specie presenta almeno cinque sottospecie. Alcuni primatologi classificano la scimmia ragno dalla testa nera (A. fusciceps), presente a Panama, Colombia ed Ecuador come un sinonimo della scimmia ragno di Geoffroy.
Si tratta di una delle più grandi scimmie del Nuovo Mondo, e può raggiungere un peso massimo di 9 kg (20 libbre). Le braccia sono significativamente più lunghe delle gambe e la sua lunga coda prensile funziona come un quinto arto e può sostenere l'intero peso dell'animale. Le sue mani hanno cinque dita lunghe, forti, a forma di uncino, sebbene il pollice sia rudimentale. Questi adattamenti consentono a questi primati di muoversi oscillando con le braccia sui rami degli alberi.
La scimmia ragno di Geoffroy vive in società di fissione-fusione che possono contare dai 20 ai 42 membri. La sua dieta consiste principalmente di frutta matura e richiede ampi tratti di foresta per sopravvivere. A causa della perdita dell'habitat, della caccia e della cattura per il commercio di animali domestici, è considerato in pericolo dalla IUCN.

## Distribuzione
Con cinque sottospecie (Ateles geoffroyi geoffroyi, Ateles geoffroyi griseiscens, Ateles geoffroyi ornatus, Ateles geoffroyi vellerosus, Ateles geoffroyi yucatanensis) il suo areale si estende dal Messico (Stati di Tamaulipas e Jalisco) fino alla Colombia nord-occidentale. Predilige la foresta pluviale pedemontana e montana.
Alcuni autori riconoscono come sottospecie valide anche Ateles geoffroyi azurensis, Ateles geoffroyi frontatus e Ateles groffroyi panamensis.

## Descrizione

### Dimensioni
Misura fino a un metro e mezzo di lunghezza, di cui più di metà spetta alla coda, per un peso medio di 7 kg.

### Aspetto
A seconda della sottospecie, il pelo può essere nero, bruno o rossiccio nella zona dorsale, con tendenza a schiarirsi in quella ventrale. La faccia è nera, circondata da peli allungati dello stesso colore del mantello: attorno agli occhi è presente un cerchio di pelle biancastra, e anche il muso è dello stesso colore. La coda e le lunghe zampe sono nerastre.

## Biologia

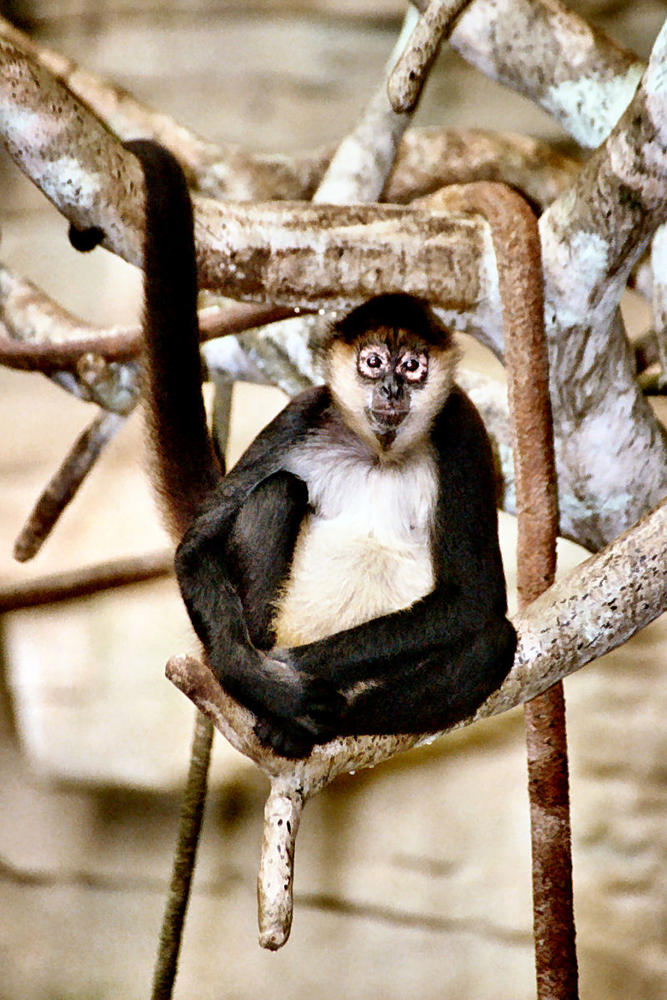
Un esemplare in cattività

Si tratta di animali prettamente arboricoli, diurni e molto sociali: a seconda del tipo di habitat e dalla sua produttività, si riuniscono in grandi gruppi (sono stati osservati gruppi comprendenti più di 100 individui). Generalmente il gruppo è comandato da una femmina dominante che definisce le rotte da seguire per trovare il cibo all'interno di un territorio ben definito, all'interno del quale il gruppo si frammenta in numerosi sottogruppi comprendenti 5-6 esemplari.

Grazie alla lunga coda, questi animali sono praticamente dotati di un arto accessorio: possono rimanere appesi solo per la coda mentre maneggiano oggetti con le quattro zampe, oppure usare la coda stessa per maneggiare oggetti. Quest'ultima è più lunga del corpo (fino a 80 cm contro i 65 cm massimi di lunghezza muso-radice della coda) e dotata di una parte glabra e zigrinata all'estremità inferiore, che permette una presa sicura e una grande sensibilità all'appendice.

Il pollice opponibile è stato soppresso nelle zampe anteriori in favore di una maggiore funzionalità alla vita arboricola: le mani anteriori contano solo quattro dita e hanno la forma di uncini, mentre le mani posteriori hanno cinque dita. Durante la locomozione fra le fronde, queste scimmie utilizzano la brachiazione, in maniera simile ai gibboni.

In caso di pericolo, emettono suoni simili all'abbaiare di un cane di media taglia e tendono a rifugiarsi sulle cime degli alberi, fra i rami sottili, da dove lanciano oggetti all'assalitore e urinano e defecano su di esso.

### Alimentazione
Si nutrono essenzialmente di frutta matura: in misura minore mangiano foglie, semi, fiori e accettano anche insetti e uova.

### Riproduzione
La femmina ha un ciclo estrale di circa 25 giorni: il calore dura per circa due giorni, durante il quale essa tende ad accoppiarsi promiscuamente con più maschi. La gestazione dura circa sei mesi, al termine dei quali viene dato alla luce un unico cucciolo, che assorbe tutte le energie della femmina (il maschio si disinteressa della prole, visto che la specie non forma coppie stabili) che sopprime l'ovulazione per tutto il periodo della cura della prole.

La crescita dei piccoli è molto lenta: lo svezzamento avviene attorno all'anno e mezzo d'età, ma generalmente i giovani divengono del tutto autosufficienti in 2-3 anni. I maschi raggiungono la maturità sessuale a 5 anni, le femmine circa un anno prima: queste ultime tendono ad allontanarsi dal proprio gruppo con la maturità, mentre i maschi restano nello stesso gruppo nel quale sono nati.
La speranza di vita di questi animali in cattività si aggira attorno ai 30 anni.

## Tassonomia

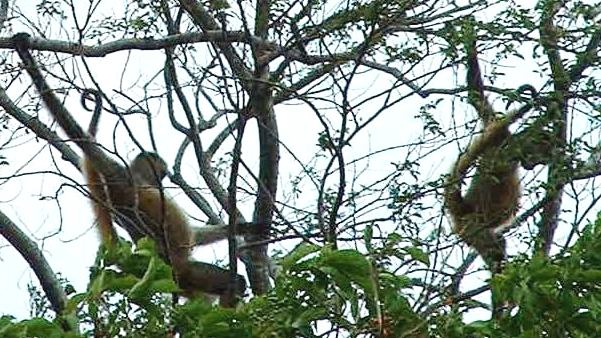
Scimmie ragno di Nicaragua selvatiche (A. g. geoffroyi) nella Provincia di Guanacaste, Costa Rica

La scimmia ragno di Geoffroy appartiene alla famiglia Atelidae, una famiglia di scimmie del Nuovo Mondo che contiene le scimmie ragno, le scimmie lanose, i murichi e le scimmie urlatrici. La specie fa anche parte della sottofamiglia Atelinae, che comprende le scimmie ragno, le scimmie lanose e i murichi, e del genere Ateles, che contiene tutte le scimmie ragno. Il nome generico Ateles significa "imperfetto", in riferimento al pollice vestigiale presente in questi animali. Il nome della specie, geoffroyi, rende omaggio al naturalista francese Étienne Geoffroy Saint-Hilaire.
Non tutti i biologi concordano su quanti taxon di scimmie ragno esistano, e il loro effettivo numero è ancora sconosciuto. Kellogg e Goldman (1944) hanno basato la loro classificazione sul colore della pelliccia, mentre Groves (1989) ha basato la loro sul colore della pelliccia e sulla distribuzione geografica. Kellogg e Goldman hanno differenziato la scimmia ragno di Geoffroy dalle altre specie per la testa, le mani e i polsi neri. Studi recenti utilizzano il DNA mitocondriale per aiutare a differenziare le specie. Tali studi di Collins e Daubach (2000, 2001, 2006) indicano che la scimmia ragno di Geoffroy è più strettamente imparentata con la scimmia ragno dalla fronte bianca (A. belzebuth) e la scimmia ragno bruna (A. hybridus), rispetto alla scimmia ragno dalla faccia rossa (A. paniscus). Secondo questi studi, A. paniscus si è separata geneticamente dalle altre scimmie ragno circa 3,27 milioni di anni fa, mentre il ramo delle scimmie ragno si è separto geneticamente dalle scimmie lanose e dai muirichi circa 3,59 milioni di anni fa. Studi precedenti di Porter, et al. indicherebbero che le scimmie urlatrici si siano ramificate dagli altri atelidi oltre 10 milioni di anni fa.

### Sottospecie
Per la scimmia ragno di Geoffroy sono riconosciute almeno cinque sottospecie:
- Scimmia ragno di Nicaragua[4], Ateles geoffroyi geoffroyi
- Scimmia ragno dal cappuccio[4], A. g. grisescens
- Scimmia ragno rossa[4], A. g. ornatus
- Scimmia ragno messicana[4], A. g. vellerosus
- Scimmia ragno dello Yucatan[4], A. g. yucatanensis

Alcune autorità riconoscono anche A. g. azuerensis e A. g. frontatus come sottospecie valide. La scimmia ragno dalla testa nera (Ateles fusciceps), è considerata da autorità come Groves (1989) e Rylands et al. (2006) come una specie separata dalla scimmia ragno di Geoffroy. Tuttavia, altre autorità, tra cui Froelich (1991), Collins e Dubach (2001) e Nieves (2005), considerano A. fusciceps un sinonimo di A. geoffroyi. Se quest'ultima ipotesi venisse considerata valida, le due sottospecie della scimmia ragno dalla testa nera rappresenterebbero ulteriori sottospecie della scimmia ragno di Geoffroy, sotto forma di A. g. fusciceps e A. g. rufiventris.